# A vizsga (Richard Matheson-novella)
Az A vizsga (angolul: The Test) Richard Matheson tudományos-fantasztikus novellája, amely 1954-ben jelent meg először az The Magazine of Fantasy and Science-Fiction novemberi számában. 1987-ben megjelent az Isaac Asimov és Martin H. Greenberg által szerkesztett, The Great SF Stories című novelláskötetben is, amelybe Asimov és Greenberg 1954-es év legjobb sci-fi novelláit próbálták összeválogatni. Magyar fordítása 1988-ban jelent meg Mesterházi Mónika fordításában, a Szívélyes Fahrenheit – 17 sci-fi remekmű című novelláskötetben, Asimov és Greenberg The Great SF Stories című novelláskötetének magyar nyelvű kiadásában.

## Történet
|  | Alább a cselekmény részletei következnek! |

A világ országai a túlnépesedés ellen küzdenek. Megalkottak egy törvényt, amelynek értelmében minden 60-adik életévét betöltött embernek ötévente egy általános felülvizsgálaton kell részt vennie. Azok, akik megbuknak ezen a teszten, néhány hónapon belül kapnak egy behívót, amellyel eutanáziára kényszerítik őket.
A történet főhőse a felülvizsgálati előtti estén egy ilyen teszt megírására próbálja felkészíteni az édesapját. Nyilvánvaló mindenki számára, hogy az idős ember már képtelen lesz megfelelni a vizsgán, de senki sem meri kimondani az igazságot. Másnap, a vizsga napján az apa korán felkel, megreggelizik, majd elmegy otthonról, hogy időben odaérjen a vizsgára. Késő este jön meg. Bevallja a fiának, hogy nem ment el végül a vizsga helyszínére. Gyógyszertárban volt, ahol megmutatva a behívóját, a patikus ellátta egy szerrel, amelynek segítségével elkerülheti a vizsgával járó megaláztatást. Elbúcsúzik a fiától, és a szert bevéve lefekszik aludni, hogy másnap már ne kelljen felkelnie.
|  | Itt a vége a cselekmény részletezésének! |

## Megjelenések

### angol nyelven
1. The Test, The Magazine of Fantasy and Science-Fiction, 1954. november[2]
2. Isaac Asimov Presents The Great SF Stories: 16, DAW Books, Inc., 1987[2]

### magyar nyelven
1. Szívélyes Fahrenheit 17 sci-fi remekmű, Maecenas Könyvkiadó, Budapest, 1990, ford.: Mesterházi Mónika[1]
2. Szívélyes Fahrenheit 17 sci-fi remekmű, Magyar Könyvklub, Budapest, 1993, ford.: Mesterházi Mónika[3]
3. Szívélyes Fahrenheit 17 sci-fi remekmű, Könyvmolyképző Kiadó, Szeged, 2008, ford.: Mesterházi Mónika, ISBN 9789632450858

## Külső hivatkozások
- Magyar nyelvű megjelenések[halott link]
- Angol nyelvű megjelenések az ISFDB-től